# Torre de la Manresana
La Torre de la Manresana es una torre de vigilancia situada en el núcleo de la Manresana en el municipio de Prats del Rey en la comarca de Noya. Aparece documentada hacia el 1034, pero la construcción actual es del siglo XII, por lo que se supone que debió sustituir una edificación anterior más sencilla. La terraza se sitúa a 21 metros de altura.

## Historia
Las primeras noticias de un lugar del término corresponden al año 945, cuando el conde Soler y su esposa Riquilda dieron al monasterio de Santa Cecília de Montserrat bienes situados «in campo Sagarrensis» compuestos por las iglesias de «Santa Maria que dien dels Prats», con los altares y la villa antigua, los prados y veinte pareadas de tierra yerma. El nombre de la Manresana aparece en el año 1012, cuando Oliba vendió a Malafred unas tierras situadas en el lugar llamado «Segarra» junto a la Torre Manresana. Organizado como castillo lo encontramos el año 1034 mencionado en una venta de tierras del condado de Manresa en el castillo de la Manresana.
El dominio del castillo estaba inicialmente en manos de la familia Balsareny que lo poseía en alodio porque se lo había apropiado. La apropiación la debió hacer Guifred de Balsareny, o un antepasado suyo pero el dominio del castillo se confirma en la familia Balsareny el año 1045 cuando, Bernat Guifred de Balsareny testa que el castillo pasará a manos de su mujer Guasca y esta lo tenía que dejar por el alma de ellos dos a quien quisiera. De las vicisitudes posteriores no se sabe mucho. Es posible que fuera adquirido por el conde de Barcelona, directa o indirectamente.
Al formarse el término de la villa de Prats del Rey, parece que el castillo quedó integrado y cambió el nombre por el de castillo de Prats o Prats de la Manresana, tal como se conoce por unos documentos de 1276 cuando el rey Pedro III de Aragón, el Grande, reclamó a Galcerán de Pinós la potestad de varios castillos entre los cuales estaba el de Prados de la Manresana. En el año 1313, Sauria de Pinos, tutora de Pedro Galcerán de Pinós, reclamaba la potestad al rey Jaime II de Aragón, el Justo. La última noticia de los Pinós como propietarios la encontramos en el año 1351 cuando Gueraua, viuda de Eiximèn de Peguera, hace homenaje a Galcerán de Pinós para la castellanía de la villa de Prats y el castillo de La Manresana que tenían en feudo. Más tarde, no se sabe cuándo, el rey recuperaría el dominio del castillo pero no hay ninguna información de los feudatarios posteriores.

## Arquitectura
El resto más destacable del castillo es la imponente torre del homenaje, que se ha conservado íntegra y entera. Se alza rodeada por unos restos, descubiertos no hace mucho, que corresponden a fragmentos de la muralla, un conjunto de muros de antiguas dependencias anexas a la torre, y una pequeña edificación cubierta con bóveda de piedra a sardinel.
La torre, de unos 21 m de altura, tiene una planta circular de unos 7 m de diámetro externo, y se dividía en tres compartimentos. El grueso del muro en la base es de unos 215 cm, pero va perdiendo anchura en cada piso, por lo que se gana espacio interno. Los dos primeros compartimentos debieron quedar separados por unos suelos de madera hechos con vigas y ripias. El tercero, que aún se conserva, está cubierto por una cúpula de piedra sobre la que se apoya una azotea, protegido por un antepecho que corona la torre. El grueso del muro del primer nivel es de unos 215 cm, el del segundo, de unos 195 cm y el grosor del tercer nivel es de 160 cm. En contraposición, los respectivos diámetros internos son de 300, 340 y 410 cm. La puerta de entrada, terminada en un arco de medio punto adovelado, está abierta al primer piso, a unos 11 m del nivel del suelo. Salvo la puerta, no hay ninguna otra apertura.
La cúpula que cubre el nivel 3 está obrada con bloques de piedra sólo desbastados, colocados en hileras concéntricas que van cerrando la vuelta. En un lado hay una abertura que permite acceder a la azotea. El aparato de la torre se ha hecho con sillares bien acabados y relativamente pulidos, que se disponen en hileras horizontales. El aparato de los otros restos aparte de la torre está hecho con sillares bien tallados y ordenados en hileras horizontales.
Según la estructura del edificio y las características del aparato constructivo, la torre se dataría a finales del siglo XI o principios del siglo XII. Los otros restos, murallas y estancias, no se alejarían cronológicamente mucho de la torre maestra.